# Макран
Макран (персијски./урду مکران) је полупустињски обални појас на југу покрајине Балучистан у данашњем Ирану и Пакистану, а протеже се уз обале Арапског мора и Оманског залива. Препоставља се да термин Макран или Маккуран потиече од персијског назива Махи кхоран што значи „они који једу рибу“ (Махи = риба + кхор = јести).
Уски обални појас налази се уз падине околних планина. Од 1000 km обале, 750 km припада Пакистану. Подручје је изразито суве климе односно са врло ретким падавинама, док је само местимич насељен. Већина становништва регије живи у малим лукама као што су градови Чабахар, Гватар, Џивани, Гвадар, Пасни и Ормара, као и у бројним рибарским сељима.
Пакистанска влада тренутно развија Ормару као главну војну луку односно Гвадар као нову главну трговачку луку, а гради се и аутопут дуж цаеле макранске обале. Ови пројекти добили су на значају првенствено зато што је Карачи постао прометно уско грло. Нова војна лука у Ормари прихвати ће готово половину пакистанске ратне морнарице, док ће лука у Гвадару смањити густ поморски промет у двема међународним лукама код Карачија.
Уз обалу Макрана налази се само једно острво (Астола) које је ненасељено, и који је смештено у близини града Паснија. Обала се може поделити на источни део којим доминирају Лагуна|лагуне, и западни део заливског карактера. Главне лагуне су Миани Хор и Каламат Хор, док су најважнији заливи Западни Гвадар и Гвадар. У заливским подручјима налазе се мангрове шуме, као и подручја за гнеждење угрожених врста морских корњача.